# Pelarne socken
Pelarne socken i Småland ingick i Sevede härad, ingår sedan 1971 i Vimmerby kommun i Kalmar län och motsvarar från 2016 Pelarne distrikt.
Socknens areal är 57,03 kvadratkilometer, varav land 54,14. År 2000 fanns här 231 invånare. Kyrkbyn Pelarne med sockenkyrkan Pelarne kyrka ligger i socknen. 

## Administrativ historik
Pelarne socken har medeltida ursprung.
Byn Mossnästorp överfördes 1883 från Södra Vi socken till Pelarne.
Vid kommunreformen 1862 övergick socknens ansvar för de kyrkliga frågorna till Pelarne församling och för de borgerliga frågorna till Pelarne landskommun. Landskommunen uppgick 1952 i Sevede landskommun och uppgick 1971 i Vimmerby kommun.
1 januari 2016 inrättades distriktet Pelarne, med samma omfattning som församlingen hade 1999/2000.  
Socknen har tillhört samma fögderier och domsagor som Sevede härad. De indelta soldaterna tillhörde Kalmar regemente, Aspelands kompani.

## Geografi
Pelarne socken ligger väster om Vimmerby, i området mellan övre Stångån i nordöst och Silverån i sydväst, på västgränsen ligger Mossjön, som delas med Rumskulla socken. Socknen är en höglänt skogsbygd med bebyggelsen koncentrerad till kullarnas krön.År 1931 hade socknen 775 hektar åker samt 4060 hektar skogsmark.
Sätesgårdar var Mossebo säteri, Rostorps säteri och Herrstorps säteri.
Pelarne socken genomkorsas av riksväg 40, som går strax norr om Mossjön. Vandringsleden Sevedeleden passerar socknens norra delar.
Sydväst om Mossjön, cirka 4 km sydväst om Pelarne kyrka, ligger byn Sevedstorp, där filmen Barnen i Bullerbyn är inspelad. I byns Mellangården är Astrid Lindgrens far Samuel August i Sevedstorp uppväxt. Modern Hanna i Hult föddes i byn Hult strax väster om kyrkan. I norr ligger Mossebo gård, Bastefall samt Perstorp. Alla norr om riksväg 40. I sydost ligger Åkermåla, Rostorp samt Eldstorp. Söder om Mossjön ligger byn Fasnefall och i väster ligger Hamphorva, Krogstorp, Stolparp och Norrlida. 

### Geografisk avgränsning etc
Pelarne socken har sin östligaste punkt som en spets mitt i Stångån cirka 2 km uppströms Storebro (i Vimmerby socken). I övre delen av Storebro damm i Stångån ligger denna östspets av socknen. Spetsen omges helt av Vimmerby socken och består av skogsmark på Stångåns sydvästra strand.
Socknens nordöstra gräns mot Vimmerby socken följer helt Stångån på en sträcka av cirka 10 km från Storebro Damm och uppströms. I trakten av det lilla Åtorpet på åns nordöstra strand löper sockengränsen mot nordost och når cirka 600 meter norr om torpet (som ligger Pelarne) "tresockenmötet" Pelarne-Vimmerby-Södra Vi, varifrån gränsen åter leder ner till Stångån, som på en sträcka av cirka 4 km utgör gräns mot Södra Vi socken i nordost.
I Stångån strax uppströms Iskällberget (i Pelarne) ligger "tresockenmötet" Pelarne-Södra Vi-Rumskulla.
Socknen avgränsas i nordväst av Rumskulla socken på hela sträckan mellan Stångån och Silverån. Sockengränsen går genom Mossjöns västra del, så att sjöns västra strand ligger i Rumskulla socken. Strax nedströms Göreda bro, på vilken riksväg 40 passerar Silverån, ligger "tresockenmötet" Pelarne-Rumskulla-Hässleby. Härifrån gränsar socknen i väster mot Hässleby socken (Mariannelund) i Eksjö kommun (Jönköpings län) på en sträcka av cirka 5 km. Gränsen följer Silverån. 
I Silverån strax nedanför Kaselarp ligger "tresockenmötet" Pelarne-Hässleby-Lönneberga, tillika "trekommunmötet" Vimmerby-Eksjö-Hultsfred. Gränsen mot Lönneberga socken följer Silverån cirka 4 km nedströms, varefter den viker in över land strax söder om Hängklevsbergen (i Pelarne) för att i den lilla Gallebosjön nå "tresockenmötet" Pelarne-Lönneberga-Vimmerby. Gränsen mot Vimmerby socken går från Gallebosjön rakt mot norr till den ovan angivna "spetsen" i Stångån.

## Fornlämningar
Kända från socknen är flera gravar och två fornborgar från järnåldern, den ena vid Borgeberg mellan Pelarne kyrka och Sevedstorp. På en udde i Mossjön finns rester av ett fäste från medeltiden.

## Befolkningsutveckling
Befolkningen ökade från 595 1810 till 859 1880 varefter den minskade stadigt till 237 1990.

## Namnet
Namnet (1337 Pilernom) kommer från kyrkbyn. I förleden ingår möjligen trädet pil. Efterledet är arin, 'grusö, grusig mark'.